# Lewis Pullman
Lewis James Pullman (Los Angeles, 29 januari 1993) is een Amerikaanse acteur die vooral bekend staat om zijn hoofdrollen in de films The Strangers: Prey at Night en Bad Times at the El Royale uit 2018 en om zijn vertolking van Major Major Major Major in de miniserie Catch-22 uit 2019.
Pullman is de zoon van acteur Bill Pullman en moderne danseres Tamara Hurwitz. Hij heeft een zus en een broer en is de jongste van het gezin. Pullman genoot een opleiding aan het Warren Wilson College in Swannanoa. In 2017 speelde hij in de film The Ballad of Lefty Brown, daarin speelde zijn vader de hoofdrol. In 2019 werd Pullman genomineerd voor een Saturn Award voor beste mannelijke bijrol met de film Bad Times at the El Royale.
Naast acteren speelt Pullman ook de drums in de band Atta Boy naast Eden Brolin, Freddy Reish en Dashel Thompson. Ze brachten hun eerste album Out of Sorts, in 2012 uit als een "grillig experiment". Hun tweede album Big Heart Manners, werd in 2020 uitgebracht na een onderbreking van acht jaar.

## Filmografie

### Film
Uitgezonderd korte films.
| Jaar | Titel                        | Rol                                   |
| ---- | ---------------------------- | ------------------------------------- |
| 2017 | The Ballad of Lefty Brown    | Billy Kitchen                         |
| 2017 | Aftermath                    | Stranger / Samuel                     |
| 2017 | Lean on Pete                 | Dallas                                |
| 2017 | Battle of the Sexes          | Larry Riggs                           |
| 2018 | The Strangers: Prey at Night | Luke                                  |
| 2018 | Bad Times at the El Royale   | Miles Miller                          |
| 2019 | Them That Follow             | Garret                                |
| 2020 | Pink Skies Ahead             | Ben                                   |
| 2022 | Top Gun: Maverick            | Bob                                   |
| 2024 | Riff Raff                    | Rocco                                 |
| 2025 | Thunderbolts*                | Bob "Robert" Reynolds / Sentry / Void |

### Televisie
| Jaar | Titel    | Rol                     | Opmerkingen     |
| ---- | -------- | ----------------------- | --------------- |
| 2015 | Highston | Highston Liggetts       | Pilotaflevering |
| 2019 | Catch-22 | Major Major Major Major | 4 afleveringen  |